# Jimma
Jimma este cel mai mare oraș din sud-vestul Etiopiei, în statul  Oromia. Orașul Jimma a fost capitala provinciei Kaffa, locul de origine al cafelei.